# Keltische literatuur
Keltische literatuur is de literatuur van Keltische oorsprong. Vooral op de Britse eilanden en in Bretagne zijn verhalen opgetekend in Keltische talen zoals Gaelisch, Kymrisch, Cornisch en Bretons. Een deel van de literatuur is overgeleverd in niet-Keltische talen. Uit het centrum van de Keltische wereld op het Europese vasteland is geen literatuur bewaard.
In een andere, vooral Angelsaksische betekenis begrijpt men onder Keltische literatuur ook de moderne, Engelstalige letteren uit de Keltische naties.

## Geschiedenis

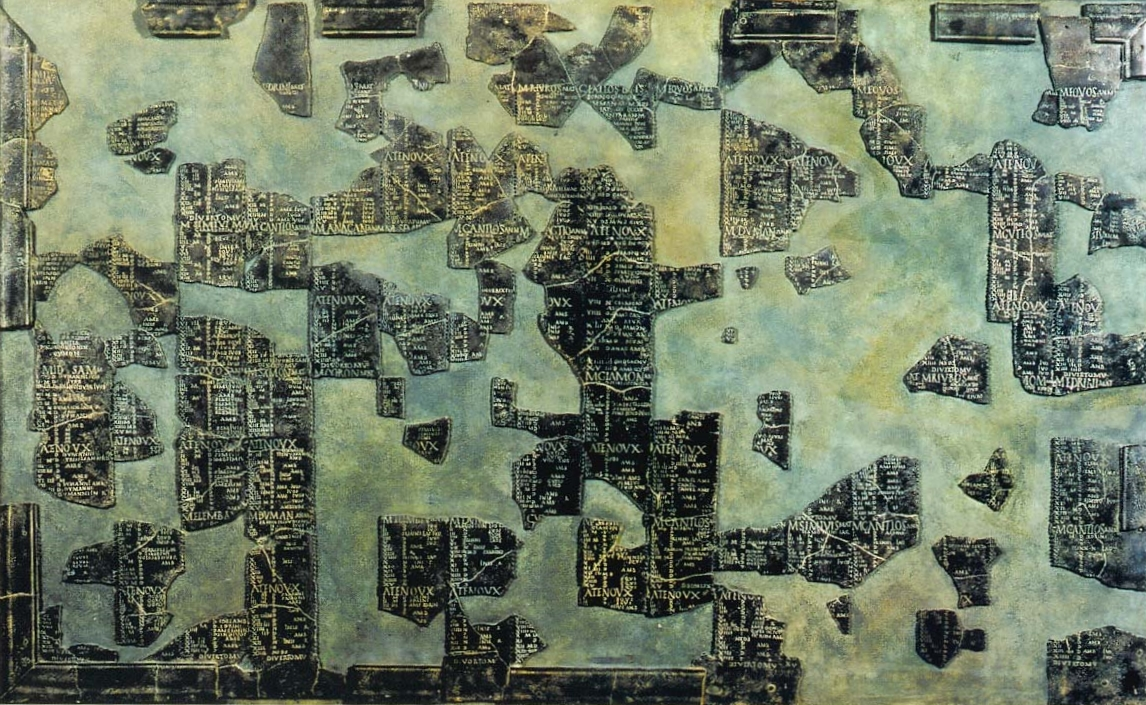
Op de 2e-eeuwse kalender van Coligny is een Keltische taal in Latijns schrift gebruikt.

De Kelten waren een Indo-Europese cultuur die zich in de IJzertijd over Europa verspreidde. In hun kerngebied op het vasteland verdwenen hun talen door toedoen van de Romeinen en daarna de Germanen: eerst werd hun gebied vanuit het zuiden geromaniseerd en dan vanuit het noorden gegermaniseerd. Op de eilanden in het verre westen leefde het Keltisch voort, waardoor men ook wel spreekt over Eiland-Keltisch (inclusief het Bretons). Na de kerstening in de 5e en 6e eeuw begonnen de eilandbewoners hun orale literatuur op schrift te stellen. 
De orale cultuur van de Kelten werd beroepsmatig doorgegeven door leraar-priesters (druïden) en leraar-dichters (filid). De druïden werden als groep onderdrukt door het christendom, maar de filid namen een deel van hun niet-priesterlijke functies over en bleven literatuur doorvertellen: poëzie, wetten, genealogieën, mythen, sagen en legenden. De invallen van de Noormannen luidden het einde in voor de filid, maar in de kloosters bleef de Keltische traditie voortleven, zij het vaak in gekerstende vorm en in het Latijn. Na de Normandische invasie van 1066 verschenen de barden op het toneel. Dit waren geschoolde beroepsdichters die een beschermheer in lofliederen bezongen. 
In zijn schriftelijke vorm gaat de Keltische literatuur terug op de volle middeleeuwen, duizend jaar na de eigenlijke Keltische tijd. Vooral in Ierland werden beroemde cycli neergeschreven, zoals de Mabinogion en de Ulstercyclus. De cyclus rond Koning Arthur, die de strijd tegen de Angelsaksen als achtergrond heeft, toont aan hoe de Keltische literatuur bleef evolueren en ook gekerstend werd (zie Matière de Bretagne). Overal in West-Europa werden deze invloedrijke verhalen overgenomen in het genre van de Arthurroman.
De tijd van de romantiek bracht een nieuwe fascinatie voor het Keltisch voort. Men waardeerde in deze literatuur dat hij niet gericht was op het weergeven van de werkelijkheid, maar op droombeelden, fantasieën en angsten. Geleerden als Charlotte Guest en Théodore Hersart de la Villemarqué gingen mondelinge verhalen neerschrijven, niet zonder eigen accenten te leggen. In de 20e eeuw kreeg vooral de Iers-Keltische traditie een nieuw leven in de poëzie van W.B. Yeats, de romans van James Joyce en de drama's van John Millington Synge. In het Nederlandse taalgebied doken Keltische mythen op in Deirdre en de zonen van Usnach van A. Roland Holst (1920) en in De zwanen van Stonehenge van Hubert Lampo (1972).

## Nederlandse vertalingen en navertellingen
- Herman Clerinx, Het oudste geheugen op aarde. Verhalen uit de Keltische wereld, 2020. ISBN 9789044543933